# Jorge Alayo
Jorge Luis Alayo Moliner (Villa Clara, 6 juni 2001) is een Cubaanse beachvolleybalspeler. Met Noslen Díaz won hij een zilveren medaille bij de Pan-Amerikaanse Spelen. Hij nam eenmaal deel aan de Olympische Spelen.

## Carrière
Alayo deed in 2018 met Miguel Ayon mee aan de Olympische Jeugdspelen in Buenos Aires. Het duo bereikte de kwartfinale waar ze werden uitgeschakeld door de Hongaren Bence Streli en Artur Hajos. Het jaar daarop behaalde hij met Lazaro Portes een negende plaats bij de wereldkampioenschappen onder de 21 in Udon Thani. Sinds 2022 vormt Alayo een team met Noslen Díaz. In hun eerste jaar namen ze deel aan vier toernooien in de NORCECA Beach Volleyball Tour en behaalden daarbij enkel podiumplaatsen: eerste in Aguascalientes, tweemaal tweede in Punta Cana en derde in Varadero. Via het continentaal kwalificatietoernooi plaatsten Alayo en Díaz zich voor de wereldkampioenschappen in Rome. Daar bereikten ze de zestiende finale waar ze van het Italiaanse tweetal Paolo Nicolai en Samuele Cottafava verloren. Het jaar daarop debuteerde het duo in de Beach Pro Tour. Ze namen in het voorjaar deel aan de kwalificaties van drie Challenge-toernooien en plaatsten zich telkens voor het hoofdtoernooi. In La Paz en Saquarema kwamen ze tot aan de achtste finale. In Itapema bereikten ze voor het eerst de halve finale van een mondiaal toernooi. Ze verloren de halve finale van het Franse tweetal Youssef Krou en Arnaud Gauthier-Rat en in de wedstrijd om het brons waren de Noren Hendrik Mol en Mathias Berntsen in twee sets te sterk, waardoor Alayo en Díaz als vierde eindigden. In de continentale tour waren ze goed voor twee overwinningen en een derde plaats. Bij de Centraal-Amerikaanse en Caraïbische Spelen in San Salvador in juni wonnen ze de bronzen medaille. In oktober strandde het duo in de zestiende finale van de WK in Tlaxcala tegen Daniele Lupo en Enrico Rossi uit Italië. Later die maand wonnen Alayo en Díaz bij de Pan-Amerikaanse Spelen in Santiago zilver achter de Brazilianen André Loyola en George Wanderley.
In 2024 kwam het duo bij zeven toernooien in de Beach Pro Tour in actie. Ze behaalden daarbij vier podiumplaatsen. In Recife eindigden ze voor het eerst op het podium met een tweede plaats achter Evandro Gonçalves en Arthur Lanci uit Brazilië. Een week later wonnen Alayo en Díaz in Saquarema opnieuw zilver, ditmaal achter Loyola en Wanderley. Bij het Elite16-toernooi van Tepic behaalden ze het brons ten koste van de Duitsers Nils Ehlers en Clemens Wickler en in Stare Jabłonki eindigden ze als tweede achter het Tsjechische tweetal Ondřej Perušič en David Schweiner. Het duo eindigde in Guadalajara verder als vierde. In de continentale competitie kwamen ze tot een eerste, een tweede en een derde plaats. Bij de Olympische Spelen in Parijs bereikten Alayo en Díaz zonder setverlies de achtste finale, waar ze werden uitgeschakeld door de latere kampioenen David Åhman en Jonatan Hellvig. Na afloop van de Spelen namen ze deel aan drie toernooien in de Russische competitie waarbij ze tot twee overwinningen kwamen. Het daaropvolgende seizoen behaalden ze in Quintana Roo hun eerste toernooizege in de Beach Pro Tour door de Argentijnse broers Tomás en Nicolás Capogrosso in de finale te verslaan.

## Palmares
Kampioenschappen
- 2023:  Centraal-Amerikaanse en Caraïbische Spelen
- 2023:  Pan-Amerikaanse Spelen
- 2024: 9e OS

Beach Pro Tour
- 2024:  Recife Challenge
- 2024:  Saquarema Challenge
- 2024:  Elite16 Tepic
- 2024:  Stare Jabłonki Challenge
- 2025:  Elite16 Quintana Roo